# Les Trophées de la comédie musicale 2024
 (juin 2024).
La mise en forme du texte ne suit pas les recommandations de Wikipédia : il faut le « wikifier ».
Les points d'amélioration suivants sont les cas les plus fréquents :
- Les titres sont pré-formatés par le logiciel. Ils ne sont ni en capitales, ni en gras.
- Le texte ne doit pas être écrit en capitales (les noms de famille non plus), ni en gras, ni en italique, ni en « petit »…
- Le gras n'est utilisé que pour surligner le titre de l'article dans l'introduction, une seule fois.
- L'italique est rarement utilisé : mots en langue étrangère, titres d'œuvres, noms de bateaux, etc.
- Les citations ne sont pas en italique mais en corps de texte normal. Elles sont entourées par des guillemets français : « et ».
- Les listes à puces sont à éviter, des paragraphes rédigés étant largement préférés. Les tableaux sont à réserver à la présentation de données structurées (résultats, etc.).
- Les appels de note de bas de page (petits chiffres en exposant, introduits par l'outil «  Source ») sont à placer entre la fin de phrase et le point final[comme ça].
- Les liens internes (vers d'autres articles de Wikipédia) sont à choisir avec parcimonie. Créez des liens vers des articles approfondissant le sujet. Les termes génériques sans rapport avec le sujet sont à éviter, ainsi que les répétitions de liens vers un même terme.
- Les liens externes sont à placer uniquement dans une section « Liens externes », à la fin de l'article. Ces liens sont à choisir avec parcimonie suivant les règles définies. Si un lien sert de source à l'article, son insertion dans le texte est à faire par les notes de bas de page.
- La présentation des références doit suivre les conventions bibliographiques. Il est recommandé d'utiliser les modèles {{Ouvrage}}, {{Chapitre}}, {{Article}}, {{Lien web}} et/ou {{Bibliographie}}. Le mode d'édition visuel peut mettre en forme automatiquement les références.
- Insérer une infobox (cadre d'informations à droite) n'est pas obligatoire pour parachever la mise en page.

Pour une aide détaillée, merci de consulter Aide:Wikification.
Si vous pensez que ces points ont été résolus, vous pouvez retirer ce bandeau et améliorer la mise en forme d'un autre article.
La 6e cérémonie des Trophées de la comédie musicale se déroule le 10 juin 2024 aux Folies Bergère et récompense les comédies musicales françaises, produites dans l'année.
Les nominations sont annoncées le 23 avril 2024,,.

## Palmarès
- Trophée de la comédie musicale
  - Molière, le spectacle musical

- Trophée de la revue ou spectacle musical
  - Hedwig and the Angry Inch

- Trophée de la reprise de comédie musicale
  - Mamma Mia !
- Trophée de la comédie musicale jeune public
  - Le Soldat Rose

- Trophée du public
  - Molière, le spectacle musical
- Trophée de l’artiste interprète féminine
  - Vanessa Cailhol dans Courgette

- Trophée de l’artiste interprète masculin
  - Brice Hillairet dans Hedwig and the Angry Inch

- Trophée de l’artiste interprète féminine dans un second rôle
  - Marion Posta dans Mamma Mia!

- Trophée de l’artiste interprète masculin dans un second rôle
  - Yoann Launay dans Le Soldat Rose
- Trophée de l'artiste révélation féminine
  - Shaïna Pronzola dans Molière, le spectacle musical

- Trophée de l'artiste révélation masculine
  - PETITOM dans Molière, le spectacle musical

- Trophée de la mise en scène de comédie musicale
  - Pamela pour Courgette

- Trophée du livret de comédie musicale
  - Garlan Le Martelot et Pamela Ravassard pour Courgette

- Trophée de la partition de comédie musicale
  - Dove Attia, François Chouquet, Paul Ecole, Nazim Khaled, Duane Laffite, Lonepsi, Meier & Yaacov Salah pour Molière, le spectacle musical

- Trophée de la chorégraphie de comédie musicale
  - Romain Rachline Borgeaud pour Molière, le spectacle musical

- Trophée de la scénographie
  - Doriane Frereau pour Norma

- Trophée de la création costumes de comédie musicale
  - Jean-Daniel Vuillermoz pour Molière, le spectacle musical